# Code canadien du travail
Le Code canadien du travail est une loi du Parlement du Canada codifiant certaines lois sur le travail. L'objectif du Code est de faciliter la production en contrôlant les grèves et les lock-out, la santé et sécurité au travail et certaines normes d'emploi.
De façon générale, le Code ne s'applique qu'aux industries dans lesquelles le gouvernement fédéral a compétence plutôt que les provinces. Ces industries comprennent : la radiodiffusion, les télécommunications, les banques à charte, les services postaux, les aéroports et le transport aérien, le transport maritime et la navigation, le transport interprovincial ou international (c.-à-d. route, chemin de fer, traversier ou pipeline). Elle s'applique également aux entreprises des territoires, des réserves des Premières Nations et de certaines sociétés d'État. Elle s'applique également à la Gendarmerie royale du Canada (GRC) et aux militaires, ainsi qu'à ceux visés par la Loi sur les relations de travail dans la fonction publique (maintenant abrogée)  ou sa Loi sur la modernisation de la fonction publique .

## Histoire
L'industrialisation au Canada, comme ailleurs, s'est accompagnée de normes d'emploi de plus en plus médiocres. Les employeurs ont souvent profité de leurs travailleurs en leur fournissant peu ou pas d'éléments de santé et de sécurité au travail et aucune sécurité d'emploi. Lorsque les travailleurs formaient des syndicats, les négociations entre l'employeur et le syndicat traînaient souvent en longueur ou s'effondraient complètement. Dans ces cas, les syndicats utilisaient des techniques telles que les grèves et le sabotage pour faire comprendre à l'employeur l'idée que les travailleurs avaient des droits en tant qu'êtres humains et méritaient même le respect. Le syndicalisme construirait alors souvent la solidarité entre les travailleurs, même dans des industries différentes. En réponse, le gouvernement du Canada a établi la Loi sur la conciliation de 1900. Cette loi a créé le ministère fédéral du Travail dont le but était d'aider à régler les conflits du travail et de promouvoir des salaires équitables et des conditions convenables pour les travailleurs. Avant l'acte, les litiges étaient traités par le ministre des Postes.
Le ministère a eu peu de succès, mais a déterminé qu'il avait besoin du pouvoir d'imposer la conciliation entre le syndicat et l'employeur. Après la grève du bassin houiller de Lethbridge en 1906, cette exigence est devenue primordiale et a été introduite dans la  Loi des enquêtes relatives aux différends industriels, de 1907 . Cette loi a également introduit l'enquête obligatoire sur les conflits du travail, l'interdiction des arrêts de travail dans l'attente de cette enquête et l'exigence de compromis. Alors que les industries continuaient de résister aux revendications des syndicats, les organisations se sont agrandies et ont commencé à planifier des tactiques à grande échelle telles que la grève générale de Winnipeg. Cela a créé encore plus de peur au sein du gouvernement concernant les syndicats et a conduit à une nouvelle législation.
Pendant la Seconde Guerre mondiale, le gouvernement du temps de guerre a suspendu la législation provinciale du travail et la Loi des enquêtes relatives aux différends industriels. Cependant, le Règlement sur les relations de travail en temps de guerre (décret C.p. 1003) de 1944 a introduit les dispositions relatives à l'accréditation des syndicats, entraînant la dissolution temporaire et l'interdiction des principaux syndicats de solidarité au Canada (y compris les IWW et le One Big Union). Le Règlement a également introduit l'obligation de se réunir et de négocier de bonne foi, l'interdiction des pratiques de travail déloyales et l'introduction d'un conseil des relations de travail.
En 1948, ce décret et la Loi des enquêtes relatives aux différends industriels ont été regroupés dans la  Loi sur les relations industrielles et les enquêtes visant les différends du travail. En 1967, cette loi a été refondue, avec d'autres lois, en tant que partie V du Code canadien du travail. Il est entré en vigueur le 1er janvier 1968.
Des modifications importantes ont été apportées à cette partie du Code en 1973. Ces modifications comprenaient l'extension des droits de négociation à certains groupes auparavant exclus (par ex. les superviseurs, les employés professionnels. En outre, des dispositions pour des ajustements aux changements technologiques ont été introduites. Enfin, en 1988, le Code a été réédité dans le cadre des Statuts révisés du Canada , où la partie V est devenue la partie I.

## Contenu de la loi

### Partie I: Relations de travail
Cette partie du Code est divisée en sept sections et traite de la négociation collective, du règlement des différends, des grèves et des lock-out. Elle consacre tout d'abord les libertés fondamentales, conformément à la Convention sur la liberté syndicale et la protection du droit syndical de l'Organisation internationale du travail, en stipulant que les salariés sont « libres d'adhérer au syndicat de leur choix et de participer à ses activités licites » [art. 8(1)] et les employeurs sont également libres de s'organiser.
Les sections III, IV, V.1 et VI énoncent les procédures et règlements de la négociation collective. Bref, un syndicat de salariés ou une organisation représentant les employeurs doit d'abord être accrédité par le Conseil canadien des relations du travail, dont la composition et les modalités sont détaillées à la section II. Le Code impose aux deux parties l'obligation de se rencontrer et de négocier « de bonne foi et de déployer tous les efforts raisonnables pour conclure une convention collective » [art. 50 (a) i, ii].
Le rôle du Conseil canadien des relations du travail est d'interpréter le code et d'enquêter sur les allégations de pratiques de travail déloyales et d'omission de négocier de bonne foi. La section V détaille le rôle du Service fédéral de médiation et de conciliation. Elle est « chargée de favoriser des relations harmonieuses entre syndicats et employeurs en les assistant dans la négociation des conventions collectives et leur renouvellement ». [art.70.1(1) ] Ils sont des employés d'Emploi et Développement social Canada, anciennement Développement des ressources humaines Canada et relèvent du ministre du Travail.
Les sections V.1 et VI énoncent les conditions des grèves et des lock-out. Avant que de tels arrêts de travail ne surviennent, un vote au scrutin secret doit aboutir à une majorité souhaitant procéder à un arrêt de travail. Cependant, cela ne peut pas se produire pendant la durée d'une convention collective, seulement une fois celle-ci expiré. Le syndicat (pour les grèves) ou les employeurs (pour les lock-out) doivent donner au ministre du Travail un préavis de 72 heures avant que l'arrêt de travail puisse survenir. Le ministre peut empêcher ou mettre fin à un arrêt de travail en nommant un conciliateur, un commissaire ou une commission pour arbitrer les négociations. L'article 100 du Code fixe une limite de 1 000 $ par jour pour les lock-out ou les grèves illégales.
À noter également que la section IV prévoit des dispositions particulières pour les interruptions d'emploi dues aux changements technologiques. Il permet également de déduire les cotisations syndicales du salaire d'un employé et, en cas d'objections religieuses, de transmettre le montant déduit à un organisme de bienfaisance enregistré d'un commun accord entre l'employé et le syndicat. La section V.1 interdit les arrêts de travail « dans la mesure nécessaire pour prévenir un danger immédiat et grave pour la sécurité ou la santé du public ». [art.87.4(1)]

### Partie 2: Santé et sécurité au travail
Cette partie du Code traite du maintien de la santé et de la sécurité des travailleurs sur le lieu de travail. Il se concentre sur la reconnaissance et la prévention des dangers. Le début de cette partie indique que le but ici «  prévenir les accidents, les incidents de harcèlement et de violence et les blessures et maladies, physiques ou psychologiques, liés à l’occupation d’un emploi régi par ses dispositions ». [art.122.1]
Les articles 124 et 125 énoncent les obligations des employeurs en matière de santé et de sécurité de leurs employés. Une liste est fournie de 45 obligations générales et spécifiques que l'employeur doit suivre. Par exemple, ces tâches comprennent la fourniture d'installations de premiers soins, d'eau potable, d'installations sanitaires et personnelles et ainsi de suite. Ces tâches s'étendent au-delà du lieu de travail et comprennent tous les domaines dans lesquels un employé peut se déplacer au cours d'une journée de travail. Les employeurs sont responsables des salariés, c'est-à-dire de ceux avec qui ils sont en relation de travail. De plus, l'employeur a la responsabilité de s'assurer que d'autres personnes, y compris les visiteurs et les entrepreneurs, ne mettent pas en péril la sécurité des employés. Les articles 122.3 et 132  établissent des conditions pour les salariés ayant des besoins particuliers et les salariées enceintes et allaitantes.
L'article 126  énonce les devoirs des employés. Il est de leur devoir de « prendre les mesures nécessaires pour assurer sa propre santé et sa propre sécurité, ainsi que celles de ses compagnons de travail et de quiconque risque de subir les conséquences de ses actes ou omissions » [art.126(1)(c)] et d'utiliser les dispositifs et les vêtements de sécurité fournis par l'employeur.
En cas de conflit entre l'employé et l'employeur, les articles 127.1 et 128  prévoient un processus de résolution. Un employé est autorisé à « refuser d'utiliser ou de faire fonctionner une machine ou une chose, de travailler dans un endroit ou d'exercer une activité, si l'employé au travail a des motifs raisonnables de croire que l'exécution de l'activité constitue un danger pour l'employé ou à un autre employé. [art. .128 (1)(c)] Toutes les plaintes doivent faire l'objet d'une enquête raisonnable pour déterminer si la réclamation est justifiée.
Afin de faciliter les enquêtes, les articles 134 à 140 établissent des exigences, des règlements et des procédures pour les comités de santé et de sécurité, les représentants et les agents. Pour les lieux de travail comptant 20 employés ou plus, un comité doit être constitué, composé d'au moins deux employés. Pour les lieux de travail comptant moins de 20 employés, au moins un représentant doit être choisi par l'employé non cadre en tant que représentant en santé et sécurité. L'employeur doit être facilement accessible à ce représentant afin d'aborder les questions de santé et de sécurité. Les agents sont habilités à appliquer le Code par le ministre du Travail et enquêtent sur les incidents et les plaintes concernant la santé et la sécurité au travail. Les violations de cette partie du Code du travail peuvent être passibles d'une peine pouvant aller jusqu'à deux ans de prison et d'une amende de 1 000 000 $, comme le prévoit l'article 148. Un décès ou une blessure résultant d'une violation de cette partie de la loi peut être considéré comme un acte criminel et poursuivi en tant que tel.
Des conditions particulières sont prévues pour les mines de charbon. L'article 137.1 établit la composition, les procédures et les règlements d'une Commission de sécurité des mines de charbon. L'article 125.3 exige que les employeurs soumettent leurs plans et procédures à cette commission.

### Partie 3: Durée normale du travail, salaire, congés et jours fériés
La troisième partie du Code est divisée en 16 sections qui traitent des conditions d'emploi concernant les heures, les salaires, les congés, les jours fériés et le harcèlement sexuel. Il fixe également les conditions de cessation d'emploi.
La section I établit la journée de huit heures et la semaine de quarante heures mais permet une moyenne si la profession exige des heures prolongées. Les travailleurs doivent obtenir au moins une journée complète, « le dimanche est le jour de repos normal », [art. 173 ] et les heures supplémentaires sont payées au moins une fois et demie le salaire normal. La section II établit que le salaire minimum de la province d'emploi, à l'exception de ceux fondés sur la discrimination fondée sur l'âge, doit être utilisé pour les travailleurs des industries sous juridiction fédérale. Cette section traite également des déductions salariales concernant la chambre, la pension, les uniformes, les outils, etc. La section III renvoie à la Loi canadienne sur les droits de la personne pour l'interdiction des pratiques salariales discriminatoires. De plus, la section XV exige que le paiement du salaire soit effectué dans les trente jours.
Les sections IV et V fixent le montant, la durée et la rémunération des vacances et des jours fériés. La section VI permet au gouverneur en conseil de prendre des règlements spéciaux pour les industries qui font appel à plusieurs employeurs pour le même travail.
Les sections VII, VIII, XIII et XIII.1 prévoient des dispositions pour les congés de maternité, parentaux, de compassion, de deuil et de maladie. Ces articles stipulent que « l’employeur ne peut congédier, suspendre, mettre à pied ni rétrograder un employé, ni prendre des mesures disciplinaires contre lui, pour absence en raison d’un accident ou d’une maladie professionnels ». [art. .239(1) ], ou  et que «  Les périodes pendant lesquelles l’employé se trouve être en congé sous le régime de la présente section sont prises en compte pour le calcul des prestations de retraite, de maladie et d’invalidité et pour la détermination de l’ancienneté » [art. 209.2 ]. Plus précisément, un employé a droit à 17 semaines de congé de maternité, 63 semaines de congé parental, 8 semaines de congé de soignant et 3 jours de congé de décès. La période de congé et les avantages qui en découlent en cas de maladie ou de blessure dépendent de la nature de la maladie ou de la blessure et de la période d'absence.
Les sections IX à XII, XIV établissent les procédures de licenciement des employés. La section IX traite des mises à pied de 50 personnes ou plus pour lesquelles un préavis de 16 semaines doit être donné au ministre des Ressources humaines et du Développement des compétences et à la Commission de l'assurance-emploi du Canada et un préavis de 2 semaines aux employés individuels. La section X traite du licenciement de moins de 50 personnes pour lesquelles un préavis de 2 semaines ou une indemnité de 2 semaines tenant lieu de préavis doit être donné à l'employé. La section XI traite de l'attribution de l'indemnité de départ et la section XII interdit le licenciement ou toute autre mesure disciplinaire en raison de toute procédure de saisie-arrêt d'un employé. La section XIV prévoit des dispositions en cas de congédiement injuste. Une plainte pour congédiement injuste peut être déposée auprès d'un inspecteur qui, à son tour, peut exiger de l'employeur qu'il fournisse une déclaration écrite des motifs du congédiement. Si l'inspecteur ne peut régler le différend, le ministre peut alors nommer un arbitre pour régler le différend.